# Inch (The Jesus Lizard)
Inch è un cofanetto box set compilation del gruppo noise rock The Jesus Lizard, pubblicato nel 2009 dall'etichetta Touch and Go Records.

## Il disco
Si tratta di una raccolta di tutti i singoli 45 giri della band, ormai fuori catalogo da parecchi anni, messa in vendita esclusivamente presso la catena di negozi di dischi indipendente "Record Store Day". Il box set, è stato distribuito in edizione limitata firmata a mano di sole 2000 copie. È costituito da nove dischi in vinile formato 45 giri.
Tutti i singoli sono stati rimasterizzati in digitale da Bob Weston degli Shellac. Inch include anche Puss, il singolo condiviso a metà dai Jesus Lizard con i Nirvana nel 1993, anche se la traccia dei Nirvana è assente dal cofanetto per ragioni di copyright, e il raro singolo di Gladiator in versione live, che la band distribuì unicamente nel corso di un concerto a Londra nel 1992 e che non fu mai messo in vendita altrove.

## Tracce
Vinile 1
1. Chrome (Chrome)
2. 7 vs 8

Vinile 2
1. Mouth Breather
2. Sunday You Need Love (Cralle, Remmler)

Vinile 3
1. Wheelchair Epidemic (The Dicks)
2. Dancing Naked Ladies

Vinile 4
1. Gladiator (Live)
2. Seasick (Live)

Vinile 5
1. Puss

Vinile 6
1. Glamorous
2. Deaf as a Bat

Vinile 7
1. Lady Shoes (Live)
2. Killer McHann (Live)

Vinile 8
1. Bloody Mary (Live)
2. Monkey Trick (Live)

Vinile 9
1. (Fly) On (the Wall)
2. White Hole

- I 9 vinili hanno tutti una copertina diversa, e cartoline illustrate.
- Dal singolo Puss, è stata omessa per ovvie ragioni di diritti la B-side dei Nirvana Oh, The Guilt.
- La versione di (Fly) On (the Wall) è diversa da quella presente nell'album Down, è più simile alla versione suonata dal vivo.